# クレイドル・オブ・フィルス
クレイドル・オブ・フィルス（Cradle Of Filth）は、イングランド出身のエクストリーム・メタルバンド。
激しく残響する甲高いボーカルや、ディストーションの効いた素早いトレモロピッキングなどが特徴。
メンバーチェンジを繰り返しながらも、先述したダニ・フィルスの独特のボーカルスタイル、イギリスの伝説や思想に重点を置いた歌詞、そしてシンフォニックブラックメタルとも呼ばれるサウンドスタイルで、徐々に認知度を高めていった。
他の多くのブラックメタル バンドに見られるように、このバンドの歌詞は死や吸血鬼を扱っているが、元メンバーのポール・アレンダーは2006年のインタビューで「我々がブラックメタルバンドだったことなど一度もない。該当するのはメイクぐらいなものでは」と述べている。

## 来歴

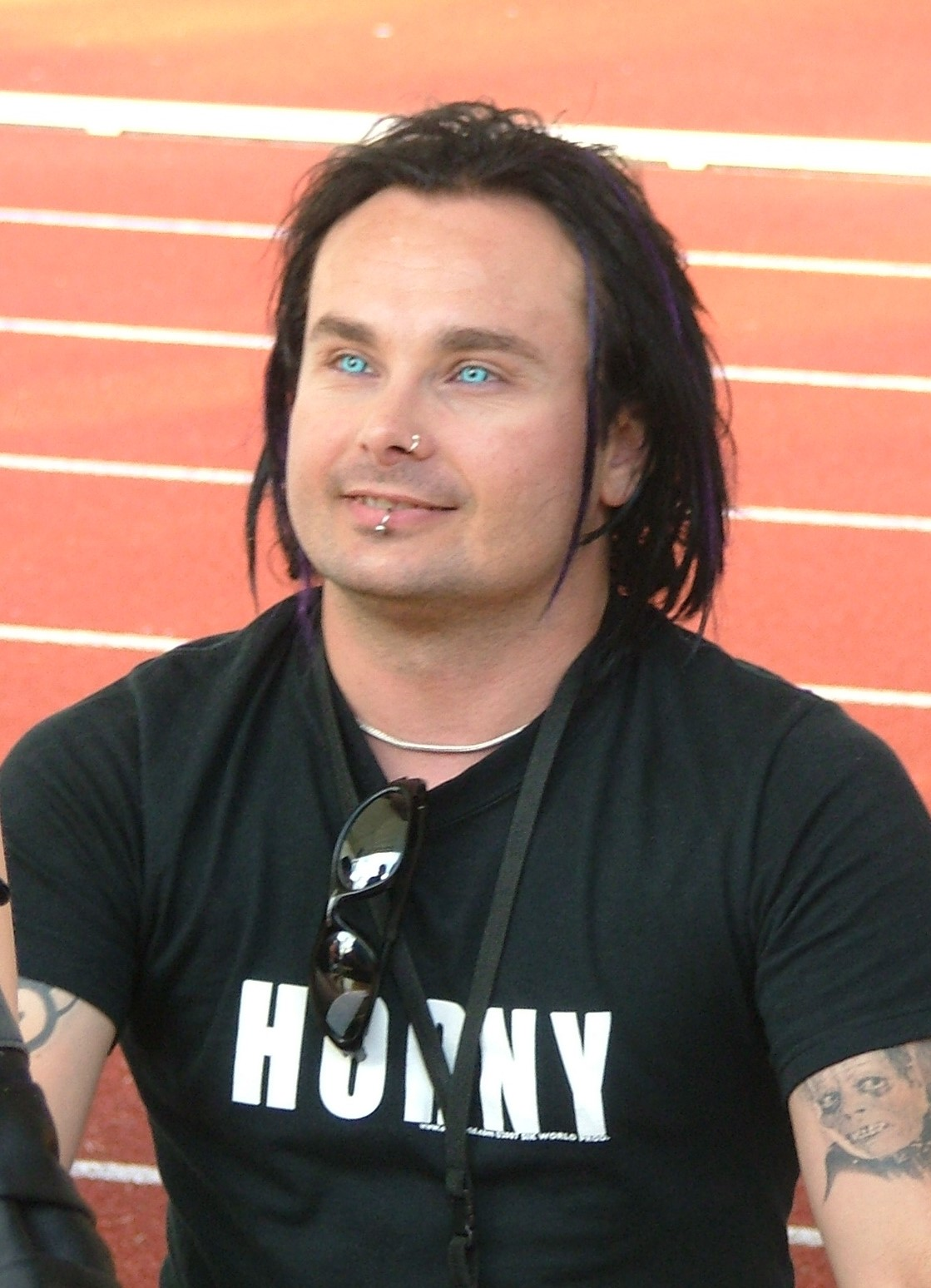
創始者ダニ・フィルス (2008年)

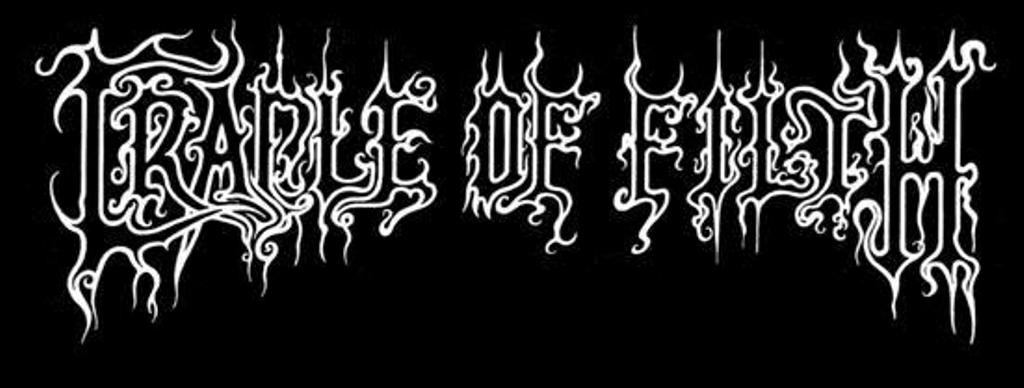
バンド ロゴ

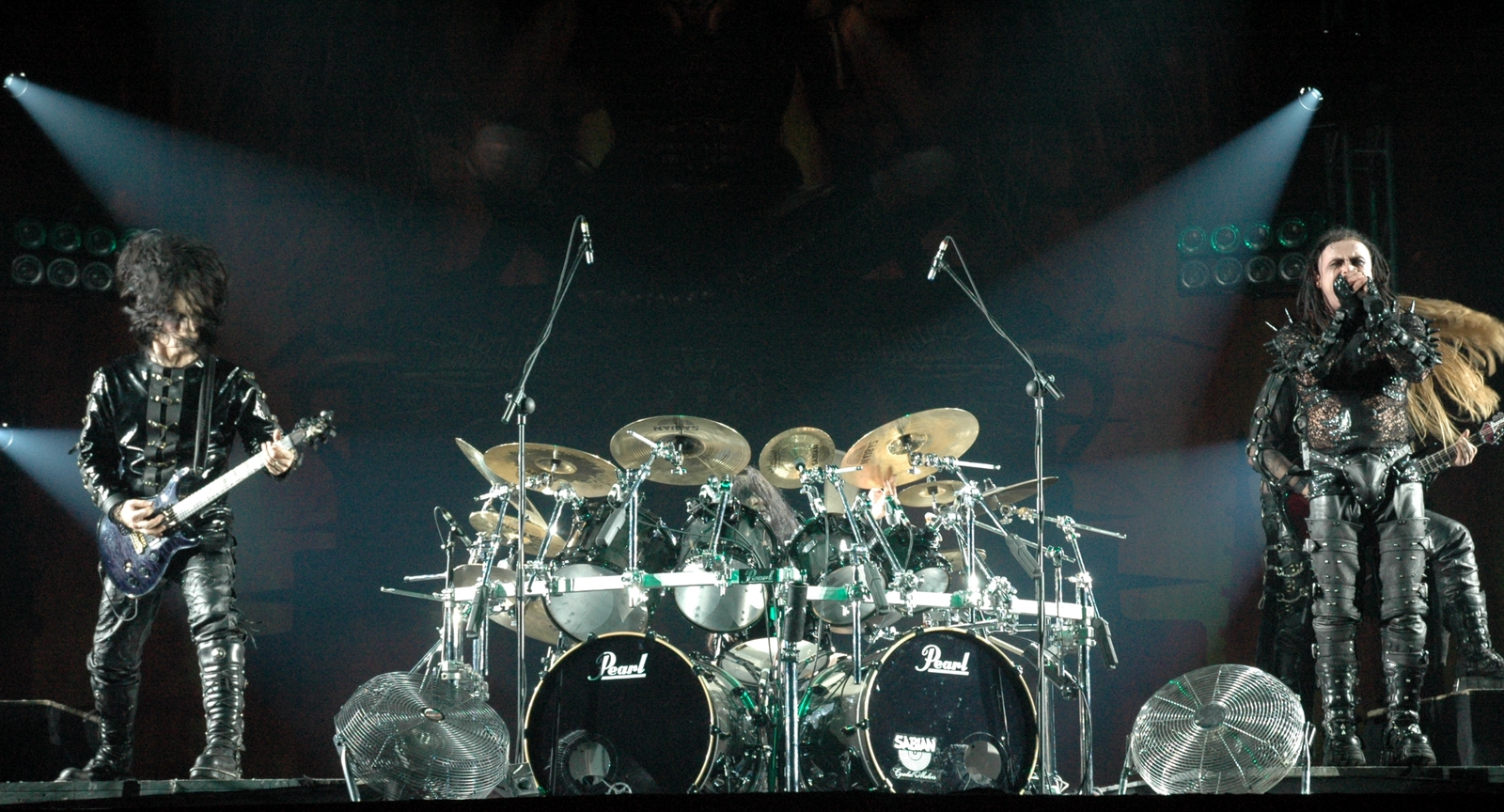
ポーランド・スポデク公演 (2005年3月)

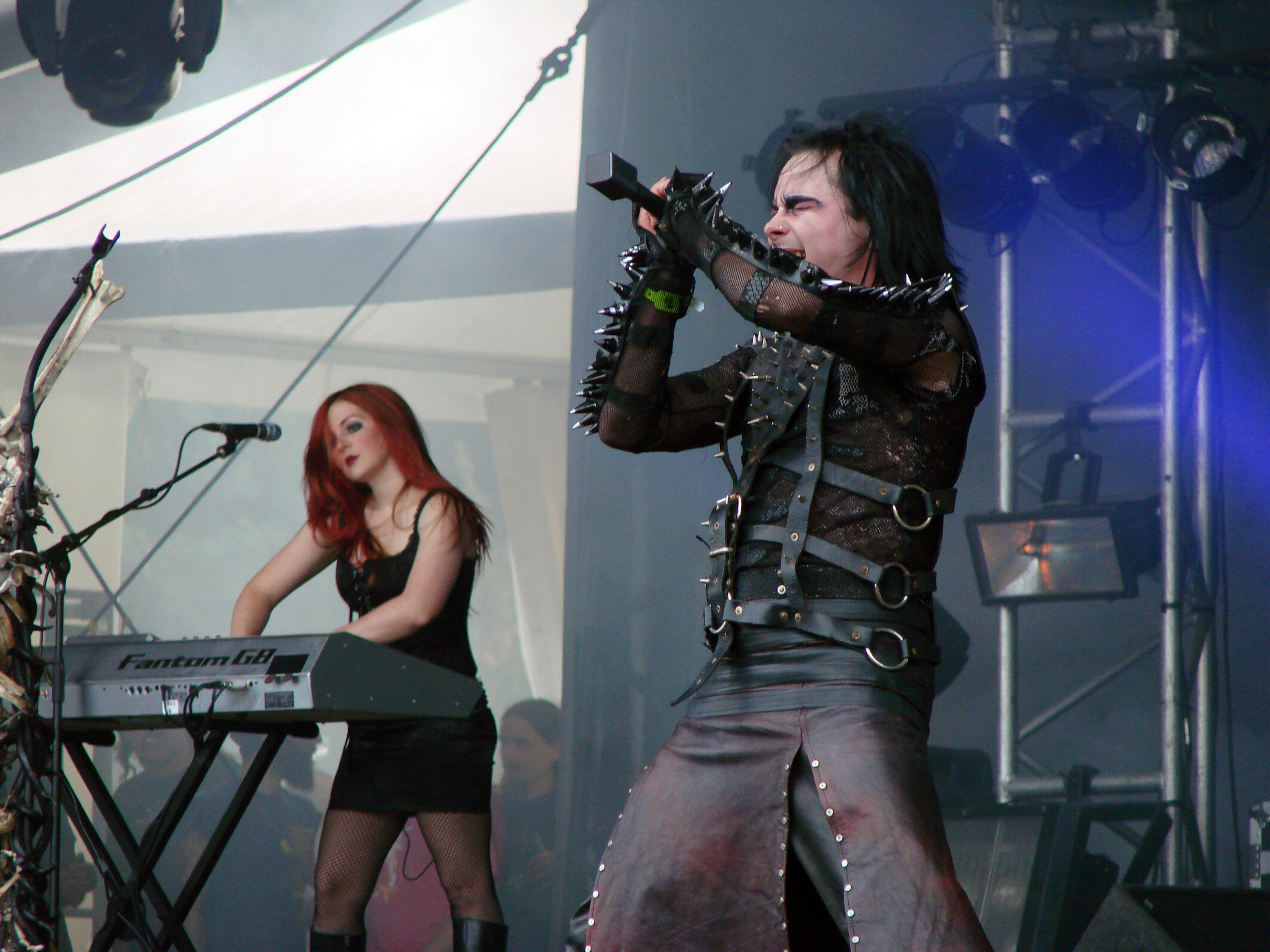
フランス・クリソン公演 (2009年6月)

1991年に結成。当初のオリジナルメンバーは、ダニ・フィルス (Dani Filth) ことダニエル・デイヴィー(Vo)、ジョン・プリチャード(B)、ダレン・ホワイト(Dr)、ポール・ライアン(G)の4人であった。4作目のデモ『トータル・ファッキング・ダークネス』から、アンダーグラウンドシーンにおいて実力を発揮し始め、1994年の1stアルバム『ザ・プリンシプル・オブ・イーヴル・メイド・フレッシュ』は3万枚を超えるセールスを記録、ブラックメタルバンドとして大きな評価を得るようになった。
1995年にはニコラス・バーカーがドラマーとして新たに加入。翌1996年にはバックボーカルのアンドレ・メイヤーが脱退し、それに伴う形でサラ・イザベル・デヴァが新たに加入。続けて発売したEP『ヴェンパイア・オア・ダーク・フェアリィテイルズ・イン・ファルスタイン』は、このバンド史上初の女性ボーカルとしてのデヴァを前面に押し出していた。このEPを最後にバンドは金銭的ないざこざからカコフォノウス・レコーズとの契約を解消し、ミュージック・フォー・ネイションズに加入。この間にバーカーが路上飲酒および警官への暴行・公共の秩序を乱した罪で逮捕されるというトラブルも起きた。2ndアルバム『ダスク・アンド・ハー・エンブレイス』発表に続くツアーで初来日。
1998年、「血の伯爵夫人」として悪名高いバートリ・エルジェーベト(英語名エリザベス・バソリー)をコンセプトとした3rdアルバム『鬼女と野獣』をリリース。1999年、ニコラスが脱退。何名かのドラマーの後にエイドリアン・アーランドソンが加入した。
2001年、2度目の来日公演。
2003年、5thアルバム『ダムネイション・アンド・ア・デイ』を発表。聖書中の堕天使ルシファーを題材に、ブダペストの40人編成オーケストラ、32人のコーラス隊の協力を得て完成した、77分を超える大作である。
2005年開催の第47回グラミー賞では、「ベスト・メタル・パフォーマンス」部門において6thアルバム『ニンフェタミン』のタイトル曲「ニンフェタミン」がノミネートされたが、受賞には至らなかった。翌2006年10月に7thアルバム『ソーノグラフィー』をリリースし、収録曲「ザ・バイロニック・マン」にはH.I.M.のヴィレ・ヴァロがゲスト・ボーカリストとして参加した。その後アーランドソンとデヴァが脱退し、その後任としてマーティン・スカロウプカが加入した。
フランスの貴族で猟奇的殺人鬼のジル・ド・レをコンセプトとした8thアルバム『ゴッドスピード・オン・ザ・デヴィルズ・サンダー』を2008年10月にリリース。
2010年11月に9thアルバム『蔭黒の女神アヴェルサ(Darkly, Darkly, Venus Aversa)』をリリース。このアルバムはバンド史上初のインストゥルメンタルが入ってないアルバムとなった。
2012年、節目の10thアルバム『マンティコア・アンド・アザー・ホラーズ』をリリース。ベーシストのデイヴ・ピュービスとキーボーディストのキャロライン・キャンベルが脱退。ダニエル・ファース (B)が加入した。リンジー・スクールクラフト (Key)がセッションキーボーディストとなり、2013年に正式加入した。
2014年には、ギタリストのポール・アレンダーとジェイムズ・マッキルローイが2名とも脱退。アショクとリチャード・ショーが加入した。
2015年、11thアルバム『ハンマー・オブ・ザ・ウィッチズ』をリリース。
2017年、HR/HMフェス『LOUD PARK 17』の参加と、12thアルバム『腐蝕への誘惑』を発表。
2018年、5月来日公演。
2020年2月に、キーボーディストのリンジー・スクールクラフトが脱退した。

## メンバー

### 現ラインナップ
- ダニ・フィルス (Dani Filth) - ボーカル (1991- )
- マレク・"アショク"・シュメルダ (Marek "Ashok" Šmerda) - ギター (2014- )
チェコ出身。
- リチャード・"リッチ"・ショウ (Richard "Rich" Shaw) - ギター (2014- )
- ダニエル・ファース (Daniel Firth) - ベース (2012- )
- マーティン・"マルテュス"・スカロウプカ (Martin "Marthus" Škaroupka) - ドラムス (2006- )
チェコ出身。

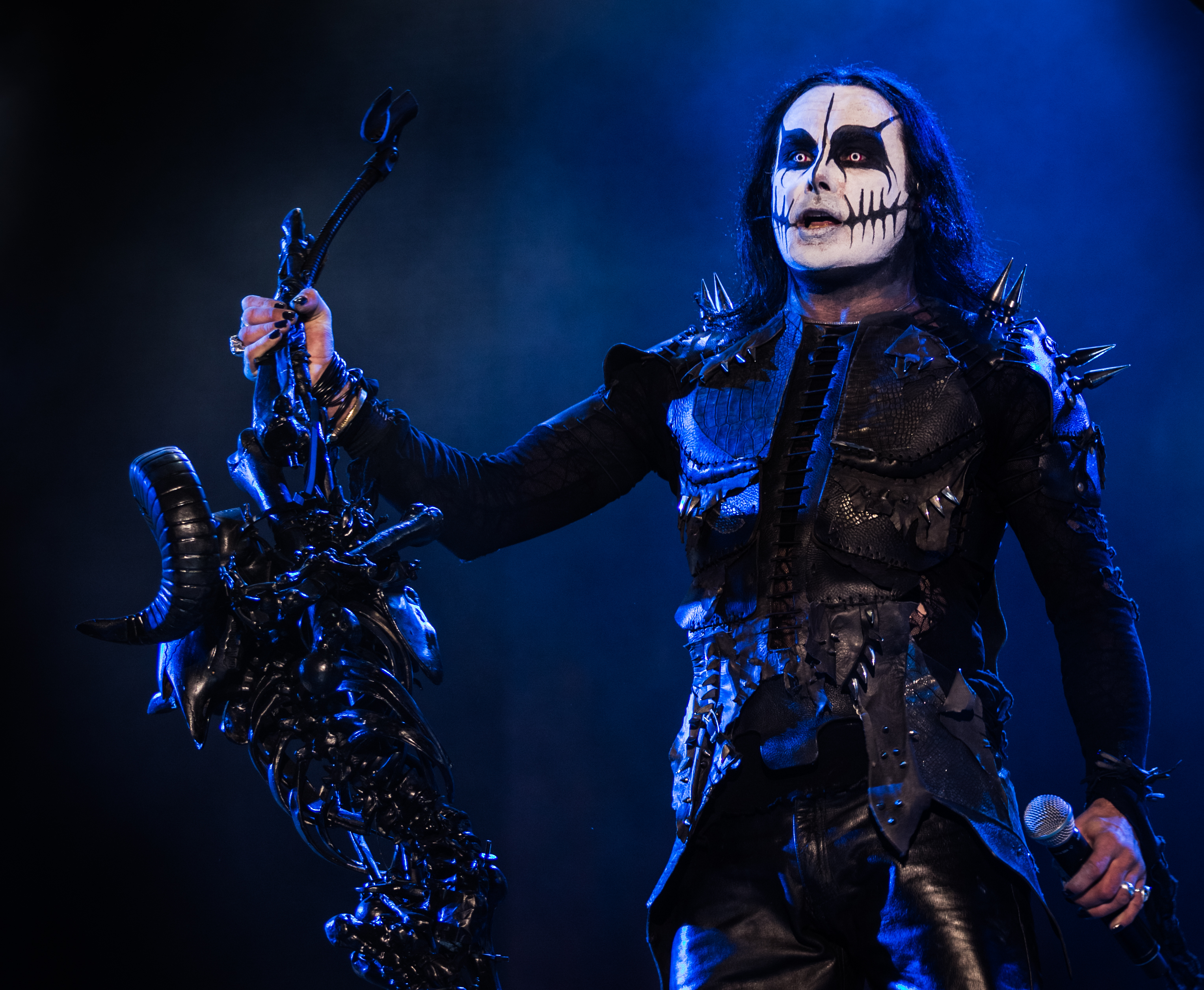
ダニ・フィルス(Vo) 2015年
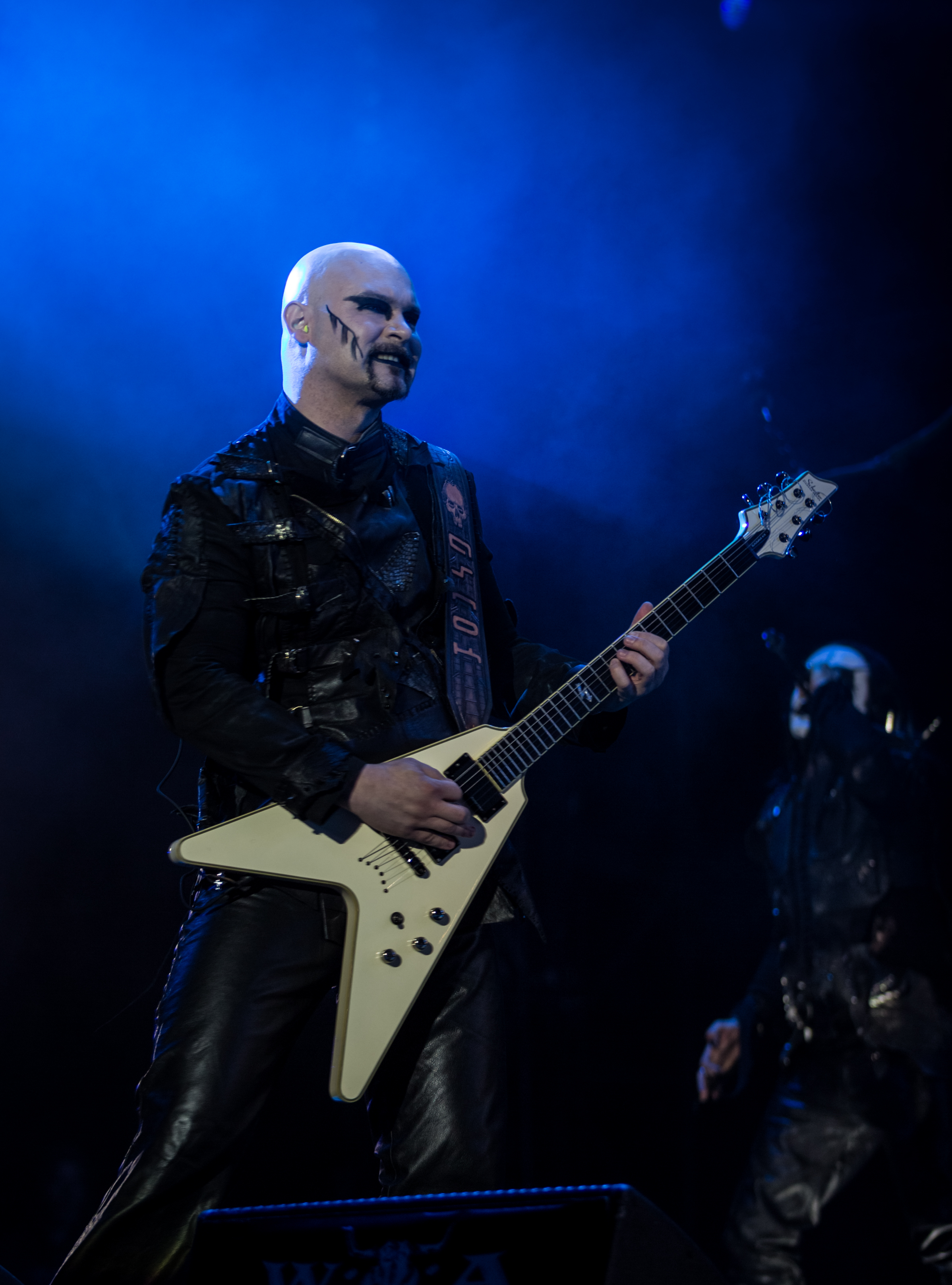
アショク(G) 2015年
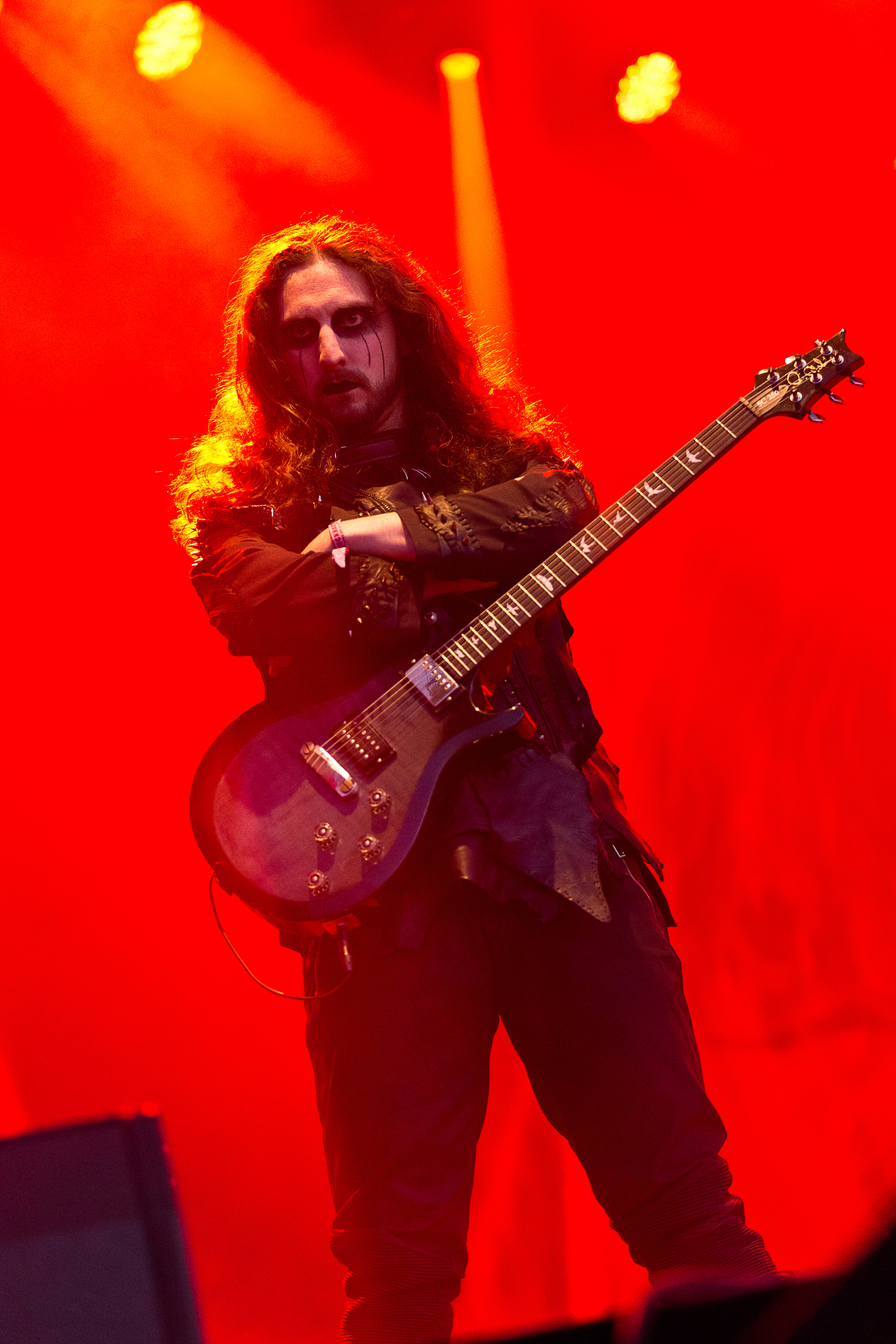
リチャード・ショウ(G) 2015年
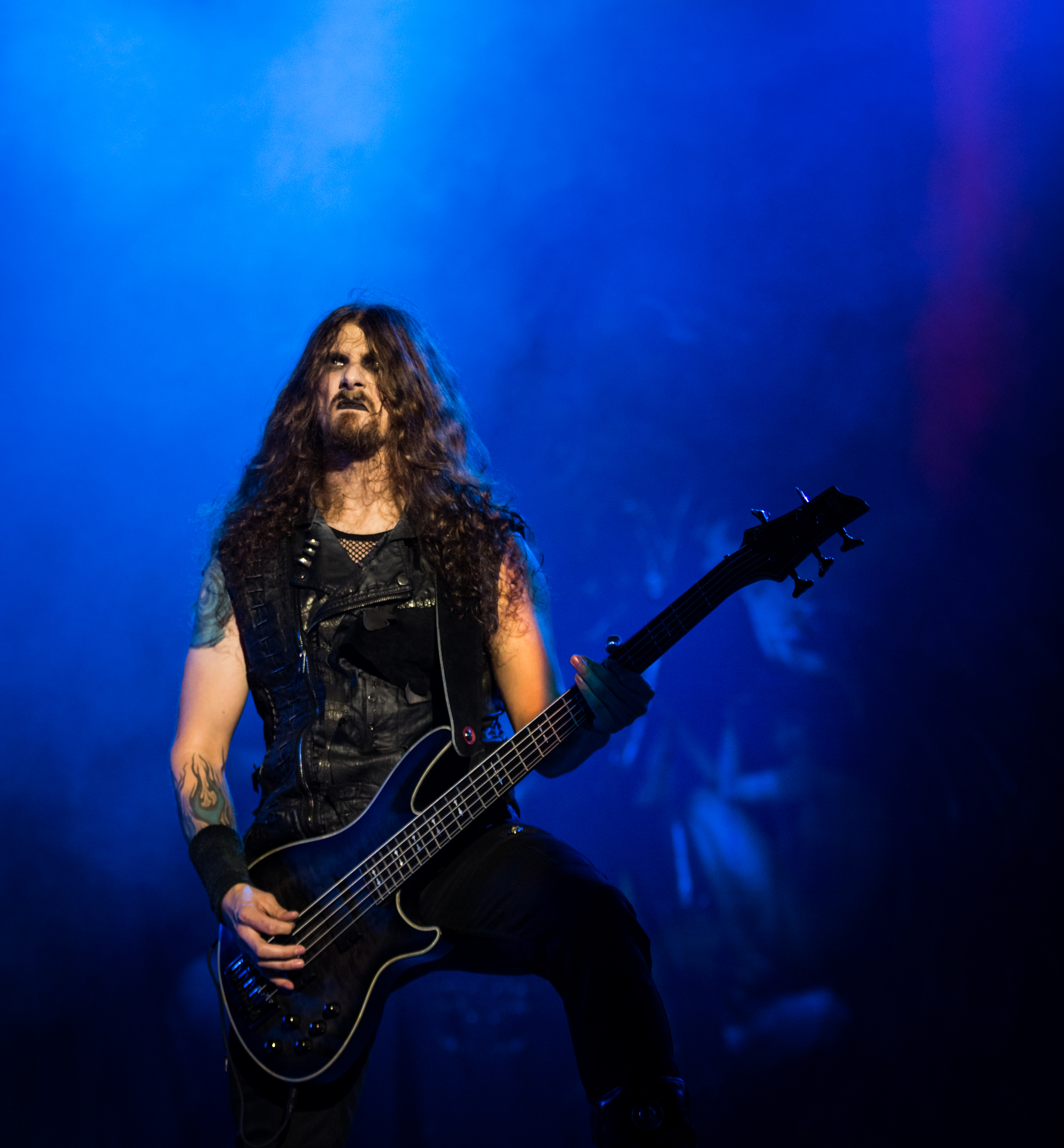
ダニエル・ファース(B) 2015年
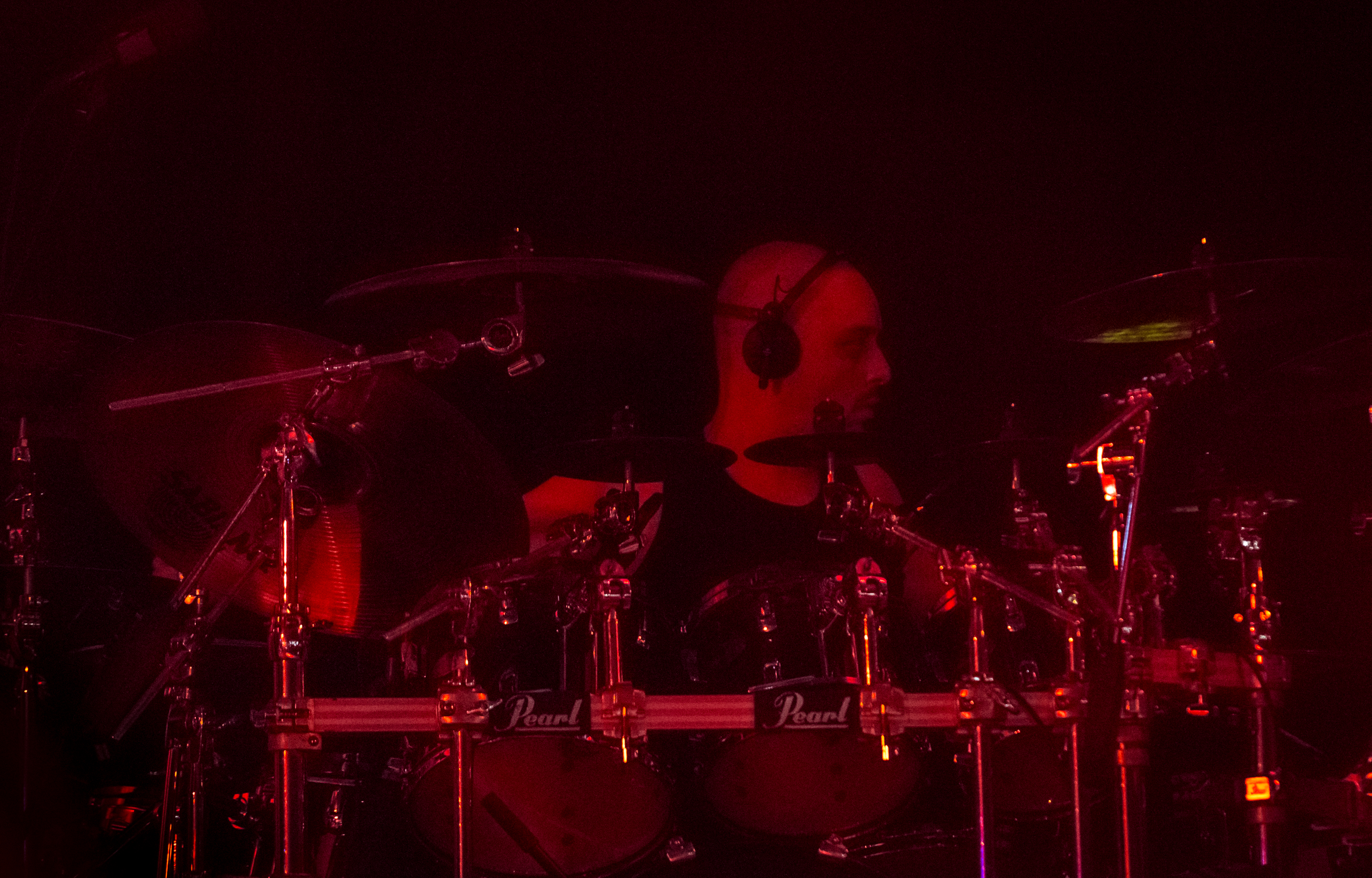
マーティン・スカロウプカ(Ds) 2015年

### 旧メンバー
- サラ・イザベル・デヴァ (Sarah Jezebel Deva) - バッキングボーカル (1996-2006)
脱退後にも『ニンフェタミン』を始めとして散発的に参加を行っている。
セリオンやザ・コヴナント(コヴナント)、ソロ名義でも活動。
- ポール・ライアン (Paul Ryan) - ギター (1991-1994)
- ポール・アレンダー (Paul Allender) - ギター (1992-1995, 2000-2014)
脱退後、ホワイト・エンプレスをメインに活動。
- リシ・メータ (Rishi Mehta) - ギター (1994)
- ブライアン・ヒップ (Bryan Hipp) - ギター (1994-1995)
- スチュアート・アンスティス (Stuart Anstis) - ギター (1995-1999)
- ジャン・パイアズ (Gian Pyres) - ギター (1996-2002)
- ジェイムズ・マッキルローイ (James McIlroy) - ギター (2004-2005, 2009-2014)
- チャールズ・ヘッジャー (Charles Hedger) - ギター (2005-2009)
マイ・ダイイング・ブライドを経てクレイドル・オブ・フィルスに加入。
- ジョン・プリチャード (Jon Pritchard) - ベース (1991-1992)
- ロビン・グレイヴス (Robin Graves) - ベース (1992-1994, 1995-2002)
- ジョン・ケネディ (Jon Kennedy) - ベース (1994-1995)
- デイヴ・ピュービス (Dave Pybus) - ベース (2001-2005, 2005-2012)
- ベンジャミン・ライアン (Benjamin Ryan) - キーボード (1991-1995)
- ダミエン・グレゴリ (Damien Gregori) - キーボード (1995-1997)
- レクター (Lecter) - キーボード (1997-1999)
- マーティン・ファウル (Martin Foul) - キーボード/ギター (2000-2005)
- ロジー・スミス (Rosie Smith) - キーボード (2005-2009)
- アシュリー・"エリオン"・ユルゲマイヤー (Ashley "Ellyllon" Jurgemeyer) - キーボード (2009-2011)
アメリカ合衆国出身。元アビゲイル・ウィリアムズ (バンド)。
- キャロライン・キャンベル (Caroline Campbell) - キーボード (2011-2012)
- リンジー・スクールクラフト (Lindsay Schoolcraft) - キーボード (2013-2020)
カナダ出身。2012年にサポート参加し、2013年より正式メンバーとなった。
- ダレン・J・ホワイト (Darren J. White) - ドラムス (1991-1992)
- ニコラス・"ニック"・バーカー (Nicholas "Nick" Barker) - ドラムス (1992-1999)
ディム・ボルギル、ベネティクション、ロック・アップ等で活動。
- デイヴ・クヌート (Dave Kunt) - ドラムス (1999)
- ウィリアム・A・"ワズ"・サージンソン (William A. "Was" Sarginson) - ドラムス/キーボード (1999)
- エイドリアン・アーランドソン (Adrian Erlandsson) - ドラムス (1999-2006)
スウェーデン出身。アット・ザ・ゲイツ、ザ・ホーンテッドを経てクレイドル・オブ・フィルスに加入。他にニードルアイ、ネムヘインなど多数のバンドで活動経験がある。
アーチ・エネミーのドラム担当のダニエル・アーランドソンは実弟にあたる。

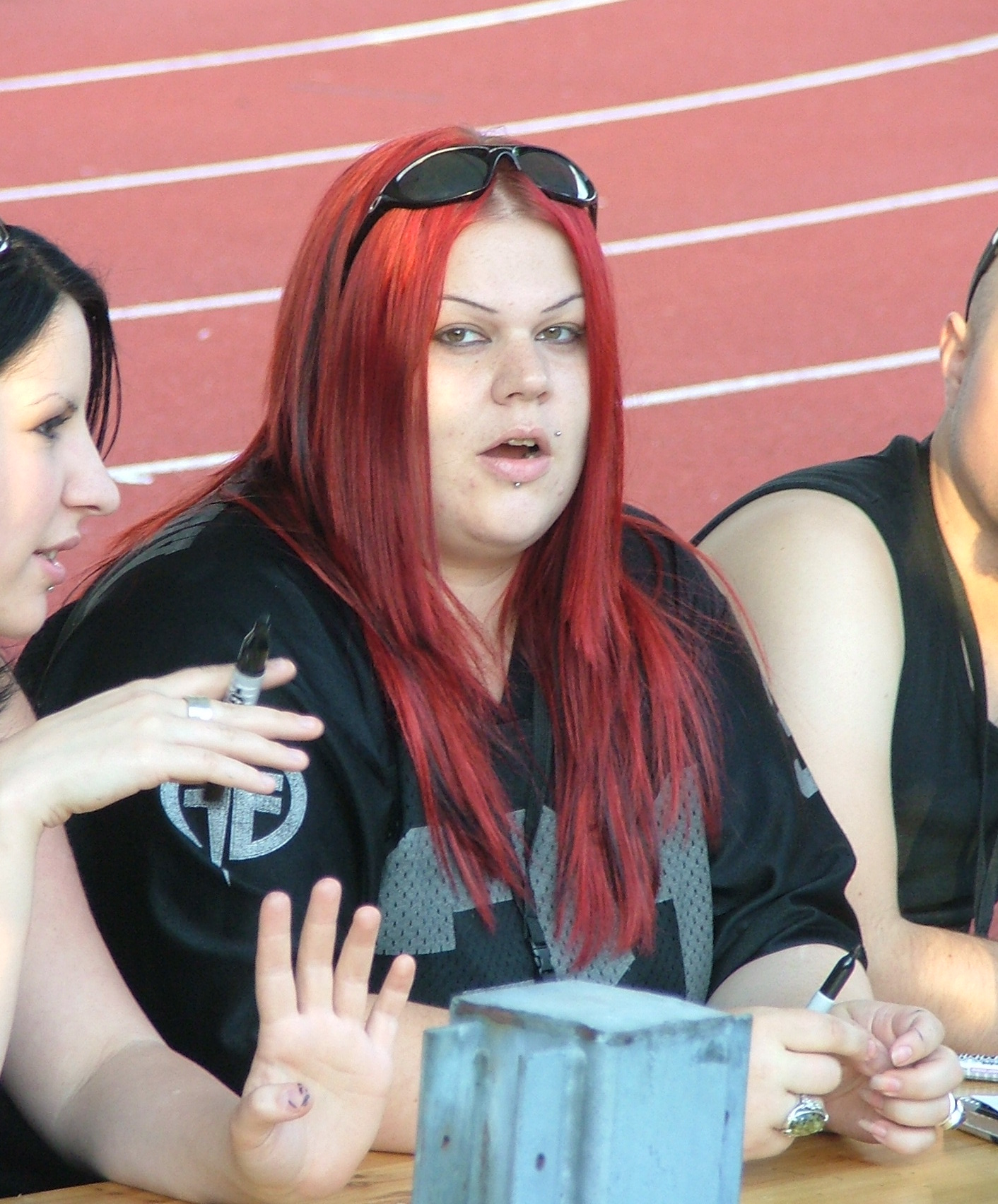
サラ・イザベル・デヴァ (Back Vo) 2008年
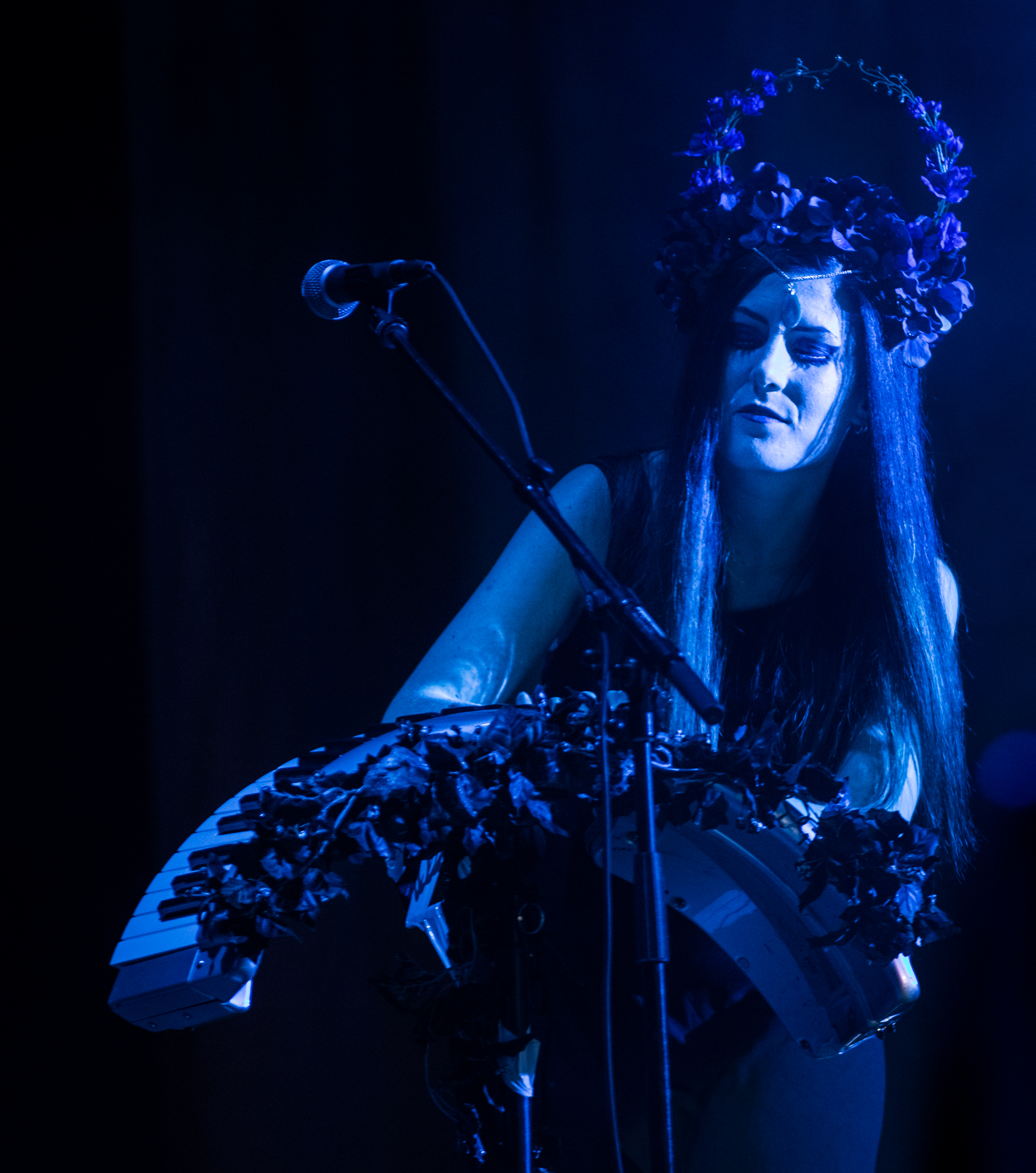
リンジー・スクールクラフト(Key) 2012年

## ディスコグラフィー

### アルバム
オリジナル・アルバム
- ザ・プリンシプル・オブ・イーヴル・メイド・フレッシュ (The Principle Of Evil Made Flesh) (1994年)
- ダスク・アンド・ハー・エンブレイス (Dusk And Her Embrace) (1996年)
- 鬼女と野獣 (Cruelty And The Beast) (1998年)
- ミディアン (Midian) (2000年)
- ダムネイション・アンド・ア・デイ (Damnation And A Day) (2003年)
- ニンフェタミン (Nymphetamine) (2004年)
- ソーノグラフィ (Thornography) (2006年)
- ゴッドスピード・オン・ザ・デヴィルズ・サンダー (Godspeed On The Devil's Thunder) (2008年)
- 蔭黒の女神アヴェルサ (Darkly, Darkly, Venus Aversa) (2010年)
- マンティコア・アンド・アザー・ホラーズ (The Manticore and Other Horrors) (2012年)
- ハンマー・オブ・ザ・ウィッチズ (Hammer of the Witches) (2015年)
- 腐蝕への誘惑 (Cryptoriana - The Seductiveness of Decay) (2017年)
- エグジステンス・イズ・フュータイル (Existence Is Futile) (2021年)
- (The Screaming of the Valkyries) (2025年)

ライブ・アルバム
- ライブ・バイト・フォー・ザ・デッド (Live Bite For The Dead) (2002年)

EP/ミニアルバム
- ヴェンパイア・オア・ダーク・フェアリィテイルズ・イン・ファルスタイン (V Empire (Or Dark Fairytales In Phallustein)) (1996年)
- フロム・ザ・クレイドル・トゥ・エンスレイヴ (From The Cradle To Enslave) (1999年)
- ビター・スイーツ・トゥ・サキュバイ (Bitter Suites To Succubi) (2001年)
- エバーモア・ダークリー (Evermore Darkly) (2011年)

コンピレーション・アルバム
- ラヴクラフト & ウィッチ・ハーツ ('Lovecraft And Witch Hearts) (2002年)
- Midnight in the Labyrinth (2002年)

### 映像作品
- PanDaemonAeon (1999年)
- Heavy, Left-Handed & Candid (2001年)
- Peace Through Superior Firepower (2005年)